# Восток (Речицкий район)
Восто́к (бел. Васток) — посёлок в Заспенском сельсовете Речицкого района Гомельской области Беларуси.

## География

### Расположение
В 17 км на юг от районного центра и железнодорожной станции Речица (на линии Гомель — Калинковичи), 67 км от Гомеля.

## Транспортная система
Транспортная связь по просёлочной, а затем по автодороге Лоев — Речица. В посёлке 39 жилых домов (2004 год). Планировка состоит из дугообразной улицы, ориентированной с юго-востока на северо-запад и застроенной деревянными усадьбами.

## История
Основан в начале 1920-х годов переселенцами с соседних деревень на бывших помещичьих землях. В 1931 году организован колхоз. В 1959 году деревня находилась в составе колхоза имени С. М. Кирова с центром в деревне Свиридовичи.
До 31 октября 2006 года в составе Свиридовичского сельсовета.

## Население

### Численность
2004 год — 39 дворов, 124 жителя.

### Динамика
- 1930 год — 20 дворов, 97 жителей.
- 1959 год — 161 житель (согласно переписи).
- 2004 год — 39 дворов, 124 жителя.